# مؤسسة قطر بلومزبري للنشر
مؤسسة قطر بلومزبري للنشر هي مشروع مشترك مملوك من قبل مؤسسة قطر وتديره شركة دار بلومزبري. تأسست الشركة في أكتوبر 2008 ومقرها في الدوحة التي كانت أول دار نشر في قطر. أنشأت مؤسسة قطر ودار بلومزبري شراكتهما في ديسمبر 2015 حيث تم استيعاب كل الأعمال المنشورة من قبل دار بلومزبري في مؤسسة قطر مطبعة جامعة حمد بن خليفة.

## النشر
نشرت المؤسسة سابقا مجموعة واسعة من الكتب الخيالية وغير الخيالية والمواد المرجعية وأدب الأطفال باللغتين العربية والإنجليزية. شمل جزء كبير من مشاريعها ترجمة أعمال عربية معروفة إلى الإنكليزية والعكس بالعكس. شملت هذه كتب الأطفال مثل غروفالو والخيال مثل الحفيدة الأمريكية من قبل إنعام كاشاشي والتي ترجمت من العربية إلى الإنجليزية. بحلول وقت حل المؤسسة تم نشر أكثر من 200 كتاب.

## كتب بارزة
- أصوات قطرية، مجموعة مقالات لقطريين شباب.[4]

## مجلة مؤسسة قطر بلومزبري
مجلة مؤسسة قطر بلومزبري نشرت سابقا مقالات بحثية من قبل الأقران على موقع كسيانس. تم إطلاقها في ديسمبر 2010 واحتوت على أكثر من 15 مجلة متخصصة ومتعددة التخصصات. كانت مجلاتها مفتوحة. نشرت كسيانس 980 ورقة بحثية على الانترنت في عام 2013 منها 23٪ تتعلق مجال الصحة.

## أحداث
- مؤتمر الترجمة السنوية: عقد المؤتمر الأول في مايو 2010 بالشراكة مع جامعة كارنيجي ميلون في قطر وأدارته الروائية الأكثر مبيعا أهداف سويف.[8]